# Wilhelm Marschall

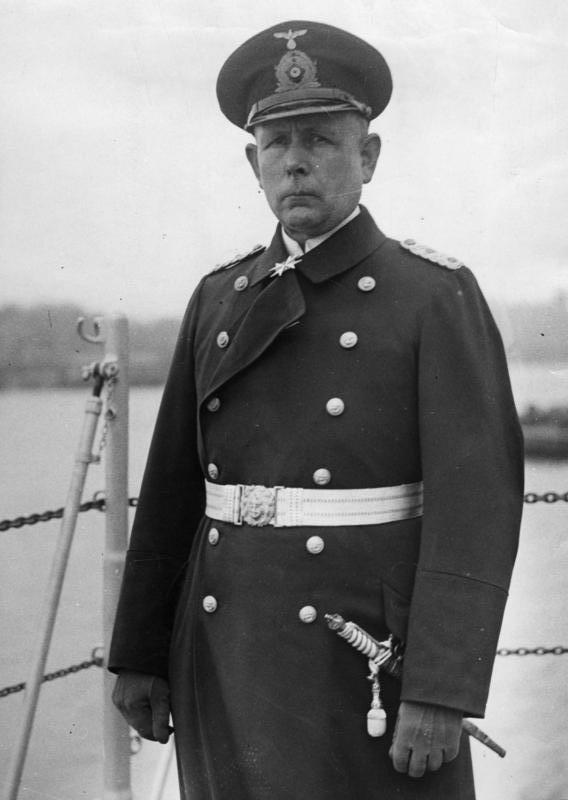
Wilhelm Marschall (1934)

Wilhelm Marschall (* 30. September 1886 in Augsburg; † 21. März 1976 in Mölln) war ein deutscher Generaladmiral im Zweiten Weltkrieg.

## Militärische Laufbahn
Marschall trat 1906 als Seekadett in die Kaiserliche Marine ein und diente im Ersten Weltkrieg zunächst als Wachoffizier auf dem Großlinienschiff Kronprinz. 1916 wurde er zum U-Boot-Kommandanten ausgebildet und befehligte zuerst UC 74 und anschließend bis Kriegsende UB 105.
In der Reichsmarine wurde Marschall vorwiegend als Vermessungsoffizier und in verschiedenen Stabsverwendungen eingesetzt, bevor er im Herbst 1934 noch kurzzeitig als Kommandant des Linienschiffs Hessen Verwendung fand. Nach dessen Außerdienststellung wurde er Ende 1934 zum Kommandanten des Panzerschiffs Admiral Scheer ernannt und wechselte 1936 als Konteradmiral ins Marinekommandoamt, wo er Chef der Operationsabteilung (A I) wurde. Während des Spanischen Bürgerkrieges befehligte er zeitweilig die deutschen Seestreitkräfte vor der spanischen Küste. 1938 wurde Marschall zum Vizeadmiral befördert und im Februar 1938 zum Befehlshaber der Panzerschiffe ernannt. 1939 folgte die Beförderung zum Admiral und die Ernennung zum Flottenchef (Flottenkommando). Am 30. April 1940 starb sein ältester Sohn Gernot bei der Kollision des Torpedobootes Leopard mit dem Minenschiff Preußen.
Ab 4. Juni 1940 hatte er die Führung des Unternehmens Juno inne als er mit den Schlachtschiffen Gneisenau und Scharnhorst, dem Schweren Kreuzer Admiral Hipper und den Zerstörern Z 20 Karl Galster, Z 10 Hans Lody, Z 15 Erich Steinbrinck und Z 7 Hermann Schoemann zu einem Unternehmen in das Nordmeer aufbrach. Nach Beendigung des Unternehmens am 11. Juni kam von der Seekriegsleitung Kritik an Marschall auf, da er sich nicht an die Vorgaben gehalten hatte. Daraufhin meldete er sich am 13. Juni krank und wurde durch Günther Lütjens als Flottenchef abgelöst.
Im Sommer 1940 wechselte Marschall für zwei Jahre in die Inspektion des Bildungswesens der Marine. In dieser Zeit wurde er mehrfach vertretungsweise als Kommandierender Admiral bzw. Oberbefehlshaber verschiedener hoher Kommandobehörden herangezogen. 1942 erfolgten seine Ernennung zum Kommandierenden Admiral Frankreich und schließlich zum Oberbefehlshaber des Marinegruppenkommandos West. Bereits nach einem halben Jahr wurde Marschall, der am 1. Februar 1943 zum Generaladmiral ernannt worden war, wieder von seinem Kommando entbunden und wenig später aus der Marine verabschiedet.
Im weiteren Verlauf des Krieges wurde Marschall noch zweimal reaktiviert, einmal 1944 als „Sonderbevollmächtigter für die Donau“ und zum zweiten Mal kurz vor Kriegsende als Oberbefehlshaber des Marineoberkommandos West. Von 1945 bis 1947 befand er sich in alliierter Kriegsgefangenschaft.
Wilhelm Marschall liegt auf dem Kieler Nordfriedhof begraben.

## Auszeichnungen
- Eisernes Kreuz (1914) II. und I. Klasse
- Ritterkreuz des Königlichen Hausordens von Hohenzollern mit Schwertern
- Pour le Mérite am 4. Juli 1918
- U-Boot-Kriegsabzeichen (1918)
- Bayerischer Militär-Verdienstorden IV. Klasse mit Schwertern
- Orden der Eisernen Krone III. Klasse mit der Kriegsdekoration
- Österreichisches Militärverdienstkreuz III. Klasse mit der Kriegsdekoration
- Silberne Imtiyaz-Medaille mit Säbel
- Goldene Liakat-Medaille mit Säbel
- Eiserner Halbmond
- Wehrmacht-Dienstauszeichnung IV. bis I. Klasse
- Spange zum Eisernen Kreuz II. und I. Klasse
- Deutsches Kreuz in Gold am 23. März 1942